# Miguel Matamoros
Miguel Matamoros (Santiago de Cuba, 8 de mayo de 1894-ibídem, 15 de abril de 1971)
fue un músico y compositor cubano. Tuvo una gran contribución al desarrollo del son cubano, ritmo procedente de las zonas rurales del oriente de Cuba. Conocido por ser el autor de temas populares como el bolero-son Lágrimas Negras o el bolero-montuno Son de la Loma que compuso con el Trío Matamoros.

## El trío Matamoros
En 1925, Miguel Matamoros funda en Santiago de Cuba, con Siro Rodríguez y Rafael Cueto la legendaria y popular agrupación Trío Matamoros y realizan su primera grabación en disco en 1928. 
Este grupo constituye una referencia obligada en la historia de la música afrocubana. El trío combinó de forma magistral los géneros del bolero y el son y con esa forma de interpretar la música lograron gran popularidad, tanto dentro como fuera de la isla de Cuba. Como pieza cumbre de esta unión del bolero y el son está el tema Lágrimas negras, que ha sido grabada en cientos de versiones y marcado un hito en la historia musical de Cuba y el Caribe.
El trío creó todo un listado de éxitos populares y bailables del que podríamos mencionar Promesa, Dulce embeleso, Elíxir de la vida, El trío y el ciclón, La mujer de Antonio y Mamá son de la loma.
Tiempo después, Miguel funda una agrupación bajo el formato de siete músicos a la que denominó Septeto Matamoros y también dirige su orquesta, aunque esta etapa de su vida musical no tuvo la trascendencia del legendario trío.
Los Matamoros actuaron por última vez para el pueblo de Cuba en el mes de marzo de 1960, poco tiempo después se retiraron.

## Conjunto Matamoros
Es en la década de 1940, cuando en el ambiente musical habanero se escenifica el desarrollo de los conjuntos, que Miguel funda el Conjunto Matamoros. El conjunto como forma de expresión musical permitió la evolución del son al dar mayores posibilidades de orquestación que las ofrecidas por las formaciones antecesoras de Sexteto y Septeto. 
Esta agrupación realizó más de un centenar de grabaciones, en algunas de las cuales Miguel se auxilió de otros vocalistas de renombre como Benny Moré y Carlos Embale. Realizó presentaciones en Santo Domingo, Venezuela, Puerto Rico y Nueva York.